# سرپرستان وزارت‌خانه‌ها در دولت یازدهم
در دولت یازدهم جمهوری اسلامی ایران، هفت مرتبه وزارتخانه ها با سرپرست اداره شده اند. در این میان وزارت علوم، تحقیقات و فناوری با ۱۷۰ روز، وزارت ورزش و جوانان با ۹۸ روز و وزارت آموزش و پرورش با ۷۸ روز سرپرستی در رده های اول تا سوم طول دوره اداره توسط سرپرست قرار دارند. در مجموع وزارتخانه های دولت یازدهم تا کنون ۳۵۱ روز توسط سرپرست اداره شده اند.
| شماره | نام سرپرست      | وزارت‌خانه                    | سابقه وزارت | آغاز کار      | پایان کار    | معرفی به مجلس | تداوم وزارت |
| ----- | --------------- | ---------------------------- | ----------- | ------------- | ------------ | ------------- | ----------- |
| ۱     | علی اصغر فانی   | وزارت آموزش و پرورش          | نه          | ۲۶ مرداد ۱۳۹۲ | ۵ آبان ۱۳۹۲  | آری           | آری         |
| ۲     | جعفر توفیقی     | وزارت علوم، تحقیقات و فناوری | آری         | ۲۶ مرداد ۱۳۹۲ | ۵ آبان ۱۳۹۲  | نه            | نه          |
| ۳     | رضا صالحی امیری | وزارت ورزش و جوانان          | نه          | ۲۶ مرداد ۱۳۹۲ | ۵ آبان ۱۳۹۲  | آری           | نه          |
| ۴     | محمد شریعتمداری | وزارت ورزش و جوانان          | آری         | ۶ آبان ۱۳۹۲   | ۲۶ آبان ۱۳۹۲ | نه            | نه          |
| ۵     | محمدعلی نجفی    | وزارت علوم، تحقیقات و فناوری | آری         | ۲۹ مرداد ۱۳۹۳ | ۵ آذر ۱۳۹۳   | نه            | نه          |
| ۶     | نصرالله سجادی   | وزارت ورزش و جوانان          | نه          | ۲۸ مهر ۱۳۹۵   | نامعلوم      | نه            | نه          |
| ۷     | سید محمد بطحایی | وزارت آموزش و پرورش          | نه          | ۲۸ مهر ۱۳۹۵   | نامعلوم      | نه            | نه          |
| ۸     | سید عباس صالحی  | وزارت فرهنگ و ارشاد اسلامی   | نه          | ۲۸ مهر ۱۳۹۵   | نامعلوم      | نه            | نه          |